# Krautinsel
Krautinsel (w dosłownym tłumaczeniu: Wyspa Ziołowa lub Wyspa Kapuściana) – niezamieszkana wyspa na jeziorze Chiemsee w Bawarii w Niemczech. Jest wyłączona z obszaru niemunicypalnego obejmującego jezioro Chiemsee i wchodzi w skład gminy Chiemsee w powiecie Rosenheim.
Leży w zachodniej części jeziora, pomiędzy wyspami Herreninsel i Fraueninsel. Ma wydłużony, nieregularny kształt. Jej długość wynosi 366 m, maksymalna szerokość 171 m, powierzchnia ok. 3,5 ha. Jest niska: najwyższy punkt na wyspie sięga wysokości 521 m n.p.m., a więc niespełna 3 m powyżej lustra wody jeziora Chiemsee. W kierunku południowym naturalne przedłużenie wyspy stanowi mielizna, na której w odległościach 54 m oraz 80 m od brzegu wyspy wynurzają się zwykle z wody dwie niewielkie, piaszczyste łachy, liczące po kilka metrów kwadratowych, na których rosną pojedyncze krzewy wierzb. Nie są one zaliczane do areału wyspy.
Wyspa jest częściowo zalesiona, częściowo pokryta łąkami. W przeszłości na wyspie znajdowały się działki, na których od średniowiecza benedyktynki z klasztoru Frauenchiemsee oraz mieszkańcy Fraueninsel uprawiali warzywa i zioła (stąd nazwa wyspy). Obecnie służy ona głównie jako miejsce suszenia sieci dla kilku miejscowych rybaków, posiadających pozwolenia na zawodowy połów ryb w jeziorze. W znajdujących się na wyspie drewnianych szopach przechowują oni sprzęt rybacki.
Wyspa jest wyłączona z ruchu turystycznego.